# Greppen
Greppen ist eine politische Gemeinde im Wahlkreis Luzern-Land des Kantons Luzern in der Schweiz.
Durch den Vierwaldstättersee ist diese Exklave im weiteren Sinne, bestehend aus den drei Seegemeinden Greppen, Weggis und Vitznau, vom übrigen Amtsgebiet getrennt.

## Geographie
Greppen liegt am Vierwaldstättersee, am östlichen Ufer des Küssnachter Arms am Fuss der Rigi. Greppen dehnt sich vom Vierwaldstättersee auf den Westhang der Rigi bis unterhalb von Rigi-Staffelhöhe (1400 m ü. M.) aus. Vom Gemeindegebiet sind nur 330 ha Landfläche, der Rest ist Seeanteil. Von der Landfläche werden 46,7 % landwirtschaftlich genutzt, 39,5 % sind Wald und Gehölz und 13,5 % Siedlungsfläche (Stand 2015/16). Das Gebiet Breitenacherried steht unter Naturschutz.
Die Gemeinde zieht sich an der Strasse von Küssnacht SZ Richtung Brunnen den Rigifuss allmählich ansteigend entlang. Viele neue Stichstrassen zersiedeln allmählich die ortsnahen landwirtschaftlichen Flächen und Hänge.
Greppen grenzt an Weggis im Kanton Luzern und an Küssnacht im Kanton Schwyz. Indirekt, im See, auch an Meggen im Kanton Luzern. Der Ort profitiert u. a. von seiner Lage im Dreieck der Nachbarkantone von Luzern und der Nähe von Zug und Zürich.

## Wappen
Roter Balken über weissem Feld mit zwei blauen Diagonalbalken

## Bevölkerung

### Einwohnerentwicklung
1798 zählte man 240 Einwohner. Bis 1860 wuchs die Bevölkerung (1798–1860: + 23,8 %). Dann fiel sie bis 1900 in zwei Schritten auf ihr historisches Tief. In den folgenden 20 Jahren ist als Folge des Fremdenverkehrs ein rasches Wachstum festzustellen (1900–1920: + 51,8 %). Bis 1980 stagnierte die Zahl der Bewohner. Seither wächst die Bevölkerung durch bessere Verkehrsanschlüsse, das milde Klima und die Nähe zu Luzern und Küssnacht SZ schnell an (1980–2010: + 177,7 %). Seit 2011 liegt die Einwohnerzahl beständig bei mehr als 1000 Personen. Mittlerweile leben 1201 Menschen in Greppen, davon 614 Männer und 587 Frauen (Stand: 31. Dezember 2023).
Quellen: 1798–1837: Helvetische und kantonale Volkszählungen; Bundesamt für Statistik; 1850 bis 2000 Volkszählungsergebnisse, 2010 ESPOP, seit 2011 STATPOP

### Sprachen
Die Einwohnerschaft spricht (Stand 2000) zu 94,03 % Deutsch als Hauptsprache. Kleinere Sprachminderheiten sind die 1,30 % Personen englischer Sprache, und 0,91 % sprechen Französisch.

### Religionen – Konfessionen
Die Bevölkerung ist traditionell katholisch. Die Situation sieht heute (Stand 2000) wie folgt aus: 65,97 % sind römisch-katholische, 19,87 % evangelisch-reformierte, 1,04 % orthodoxe und 0,52 % christkatholische Christen. Nichtchristliche Minderheiten sind die 8,44 % Konfessionslosen und 1,30 % Muslime.

### Herkunft – Nationalität
Ende 2023 zählte die Gemeinde 1201 Einwohner. Davon waren 962 Schweizer Staatsangehörige und 239 (= 19,9 %) Menschen anderer Staatsangehörigkeit. Die grössten ausgewiesenen Zuwanderergruppen kommen aus Deutschland (88 Menschen), Portugal (15), Italien (12) und der Türkei (10). 92 Personen stammen aus dem übrigen Europa und 22 sind nichteuropäischer Herkunft.

## Geschichte

Luftbild (1947)

Greppen teilte im Wesentlichen die Geschichte des Nachbarorts Weggis. So gehörte es den Habsburgern und fiel 1406 als Teil der Vogtei Neuhabsburg durch Kauf an Luzern. Im Jahre 1803 wurde es dem Amt Luzern zugeteilt.
- 1259 Mit Henricus de Crepon erscheint Greppen erstmals in Urkunden
- 1352 Die Kriegssteuerliste Luzerns enthält 51 Personen aus Küssnacht und Greppen
- 1385 Luzern nimmt unter anderen auch 17 Männer aus Greppen als Bürger auf
- 1406 Luzern kauft das Amt Habsburg, wozu auch Greppen gehört
- 1488 Unter Baumeister Hans Felder erhält Greppen eine gotische Wendelinskirche
- 1545 Erste Erwähnung einer Mühle, um 1885 stillgelegt
- 1573 Grepper Tuffsteine werden am heutigen Regierungsgebäude in Luzern verbaut
- 1627 Errichtung der St. Wendelinsbruderschaft, welche heute noch existiert
- 1634 Greppen wird Kaplanei und erhält damit einen ständigen Priester
- 1636 Bau eines Pfrundhauses, heute Pfarrhaus
- 1645 Die gotische Kapelle muss einer neuen Kirche Platz machen
- 1647 Der Bischof von Konstanz weiht die heutige St. Wendelinskirche ein
- 1659 Jakob Greter erhält ein Tavernenrecht, heutiges Wirtshausschild St. Wendelin
- 1684 Vier Gruppen pilgern nach Rom und bringen Reliquien des Hl. Felix heim
- 1760 Erst jetzt kommen St. Wendelinspartikel in die Kirche von Greppen
- 1798 Der helvetische Freiheitsbaum im Dorf Greppen wird von Schwyzern umgeworfen
- 1802 Grepper wirken am Sturz der helvetischen Verfassung mit
- 1809 Das erste Schulhaus wird als Anbau zum Spitelhaus gebaut
- 1819/20 Greppen und Vitznau helfen in Weggis einen Rigiweg bauen
- 1820 Ankauf der ersten Feuerspritze für zwei Dublonen
- 1825 Bau einer Schiffhütte, wo heute das Schützenhaus steht
- 1834 In Greppen bildet sich eine Schützengesellschaft, 1850 und 1889 wiederbelebt
- 1837 Das erste Dampfschiff fährt über den Vierwaldstättersee
- 1840 Ältester bekannter Brandfall, Haus und Scheune im Bühlhof
- 1845 Ein Grepper befindet sich unter den gefangenen Freischaren
- 1847 Wegen des Sonderbundes erhält auch Greppen eidgenössisches Militär
- 1848 Die erste Postablage kommt in das Steinmatt-Haus
- 1869 Mit der Schiffbrücke erhält Greppen Anschluss mit der Dampfschifffahrt
- 1870 Greppen eröffnet seine eigene Rigistrasse zum Rigi-Känzeli
- 1874 Eisenbahnprojekt durch Greppen (Zürichsee–Gotthardbahn)
- 1875 Melchior Greter erhält ein Wirterecht auf Neuhaus, heute Gasthaus Rigi/Drei Eidgenossen
- 1876 Die Kirche erhält die vier heutigen Glocken, welche total 1847 kg wiegen
- 1891 Die Familie Zimmermann übernimmt die Sägerei am See
- 1893 Erstmals finden Wahlen mittels einer Urne statt
- 1897 Das Telefon kommt im Gasthaus St. Wendelin ins Dorf
- 1900 Die Käsereigenossenschaft baut eine Käserei, heute Familie Hegglin
- 1910 Das elektrische Licht hält Einzug in die Gemeinde
- 1910 Neues Schulhaus am alten Platz, heute Gemeindehaus
- 1913–17 Direktor Gebhard Kupferschmid betreibt auf Langrieden ein Männerheim
- 1919 Der Lastwagen der Sägerei Zimmermann ist das erste Auto im Dorf
- 1920 Anstelle der Schiffhütte entsteht ein Schützenhaus
- 1921 Die Gesamtschule wird in eine Ober- und Unterschule geteilt
- 1932 Oberhalb des Dorfes entsteht die neue Kantonsstrasse, der Verkehr wird nun nicht mehr durchs Dorf geführt
- 1932 Der Autobuskurs Küssnacht-Greppen-Weggis nimmt den Betrieb auf
- 1933 Grossbrand in der Sägerei
- 1934 Sehr grosse Überschwemmung durch den Rubibach
- 1946 Erstmals wallfahren die landwirtschaftlichen Dienstboten nach Greppen, seither jedes Jahr
- 1947 Die Korporation erstellt die Seilbahn Bühlwäldli-Altschwändi, 1984 demontiert
- 1962 Anton Greter baut ein neues Postlokal
- 1962 Die Gemeindewasserversorgung wird in Betrieb genommen
- 1970 Neues Schulhaus mit Turnhalle auf der Kapellmatt
- 1971 Das hölzerne Autobus-Hüttli muss einem Normbau weichen
- 1974 Greppen wählt die erste Gemeindeschreiberin im Kanton Luzern
- 1976 Mit der Überbauung Chriesbaumhof nimmt die Bautätigkeit ihren Anfang
- 1980 Beginn der Ambulanten Krankendienste der Seegemeinden, seit 1991 Spitex genannt
- 1981 Baulanderschliessung im Sagirain
- 1981 Beginn der Überbauung im Oberhaus (oberhalb der Kantonsstrasse)
- 1982 Baulanderschliessung in der Kleinrieden
- 1984 Das Regionale Alterszentrum Hofmatt in Weggis nimmt den Betrieb auf
- 1990 Der alte Brauch Sternsingen wird wieder eingeführt
- 1994 Unwetterschäden im Oberfeld, Kleinhaus und Anger
- 1995 Die älteste Luzernerin Marie Greter stirbt in Greppen im 107. Altersjahr
- 1995 Die Feuerwehr erhält ein Pikett-Fahrzeug
- 1996 Erstmals wird eine Frau in den Gemeinderat gewählt
- 1996 Ausarbeitung eines generellen Wasserversorgungsprojekts (GWP)
- 1996 Ablehnung der Steuererhöhung von 2.1 auf 2.3 Einheiten
- 1997 Einführung runder Tisch (Gedankenaustausch zwischen Behörden und Bürgern)
- 1998 Die Steuerämter Greppen und Weggis werden zusammengeschlossen
- 2002 Das 300-Meterschiessen über das Wasser beim Schützenhaus wird aus Umweltgründen eingestellt

## Politik

### Gemeinderat
Der Gemeinderat Greppen besteht aus fünf nebenamtlichen Mitgliedern und ist wie folgt aufgestellt (Stand März 2024):
- Claudia Bernasconi (Mitte): Gemeindepräsidentin; Ressort Präsidiales
- Urs Omlin (Parteilos): Ressort Finanzen
- Roger Augsburger (IGG): Ressort Soziales
- Urban Sigrist (Mitte): Ressort Bau und Infrastruktur
- Silvio Rapelli (IGG): Ressort Bildung

### Kantonsratswahlen
Bei den Kantonsratswahlen 2023 des Kantons Luzern betrugen die Wähleranteile in Greppen: SVP 29,52 %, Mitte (einschliesslich Junge Mitte) 26,16 %, FDP 14,68 %, glp (mit JGLP) 10,61 %, SP 9,86 %, Grüne (mit JG und GrüneUnt) 8,84 % und EVP 0,33 %.

### Nationalratswahlen
Bei den Schweizer Parlamentswahlen 2023 betrugen die Wähleranteile in Greppen: Mitte 27,4 %, SVP 26,9 %, FDP 17,4 %, SP 11,3 %, glp 7,3 %, GPS 5,9 %, übrige 3,7 %.

### Fusionsprojekt Luzerner Rigigemeinden
Die drei Luzerner Rigigemeinden Greppen, Weggis und Vitznau prüften in der Vergangenheit lose einen Zusammenschluss, da sie in vielen Angelegenheiten bereits zusammenarbeiten. Das Fusionsprojekt (möglicherweise unter dem Namen Gemeinde Rigi) wurde 2005 auf unbestimmte Zeit verschoben, da alle drei Gemeinden finanziell gesund sind und daher kein unmittelbarer Handlungsbedarf besteht.

## Wirtschaft
Die Bevölkerung von Greppen fand ihr Auskommen schon früh in verschiedenen Berufssparten. Traditionell dominierten zwar die Vieh- und Alpwirtschaft und Fischerei – doch wurden in Greppen auch Kastanienhaine gezüchtet (mildes Klima) und Tuffstein abgebaut. Heute gibt es noch 17 Landwirtschaftsbetriebe. Dennoch ist die Zahl der in Landwirtschaft und Fischerei tätigen Bevölkerung mit (Stand 2000) 32,9 % weit überdurchschnittlich. In Industrie und Gewerbe finden 32,4 % ihr Auskommen; in Dienstleistungsberufen 34,7 %. Die im 19. Jahrhundert verbreitete Seiden- und Leinenweberei ist verschwunden. Grössere Arbeitgeber sind Betriebe in der Gastronomie, der (mässige) Fremdenverkehr, ein Sägewerk, die pharmazeutische und die Baubranche. Die Pendlerbilanz spricht ein klares Bild. 40 Zupendlern stehen (Stand 2000) 280 Wegpendler (bei insgesamt 421 Erwerbstätigen) gegenüber (26,8 % in den Kanton Schwyz, 20,7 % in den Kanton Zug, 12,9 % nach Luzern und 11,4 % in die Nachbargemeinde Weggis).

### Tourismus
Da sich diverse Projekte wie die Linienführung der Zürichsee–Gotthardbahn entlang der Rigi sowie der Bau einer Bahn von Greppen auf die Rigi zerschlugen, ist der Fremdenverkehr in Greppen nicht so bedeutend wie in nahegelegenen Gemeinden.

### Verkehr
Seit 1869 besitzt Greppen eine Schiffstation der Schifffahrtsgesellschaft des Vierwaldstättersees (SGV). Sie liegt auf dem Kurs Küssnacht SZ-Hertenstein/Weggis-Luzern.
Der Autobusbetrieb der SGV ab Küssnacht SZ Richtung Weggis(–Gersau–Brunnen) wurde 1932 aufgenommen. Die Buslinie Küssnacht SZ (Bahnhof)–Weggis–Vitznau–Gersau–Brunnen (Bahnhof) ist für den öffentlichen Personentransport bedeutend. Der nächstgelegene Bahnhof liegt in Küssnacht SZ an der Bahnlinie Luzern–Arth-Goldau, der Bahnhof Brunnen an der Gotthardlinie.
Der 5 km entfernte Autobahnanschluss an die A4 in Küssnacht SZ brachte eine weitere Verbesserung im Verkehrswesen und einen starken Bevölkerungszuwachs.

## Schulen
In Greppen gibt es seit 1809 eine Dorfschule, welche Kinder vom Kindergarten bis zur 6. Primarschule besuchen. Ab der 7. Schulklasse besuchen die Kinder die Schule im Nachbardorf Weggis (Sekundarstufe) oder die Kantonsschule in Luzern sowie das Gymnasium in Immensee. Schulpflegepräsident ist (nicht im Gemeinderat) Roger Augsburger.

### Lernende mit Schulort Greppen
| Schuljahr (2023/2024) | Basisstufe, inkl. Kindergarten | Primarschule | Sekundarstufe, alle Niveaus | Gesamthaft |
| --------------------- | ------------------------------ | ------------ | --------------------------- | ---------- |
| Abteilungen           | 2                              | 3            | 0                           | 5          |
| Lernende              | 41                             | 50           | 0                           | 91         |

aus der Gemeinde und Nachbargemeinden; Quelle LUSTAT

### Lernende mit Wohnort Greppen
| Schuljahr (2023/2024) | Basisstufe, inkl. Kindergarten | Primarschule | Sekundarstufe, alle Niveaus | Sonderschulung | Gesamthaft |
| --------------------- | ------------------------------ | ------------ | --------------------------- | -------------- | ---------- |
| Lernende              | 41                             | 51           | 36                          | 0              | 128        |

in der Gemeinde wohnhaft; Quelle LUSTAT

## Sehenswürdigkeiten

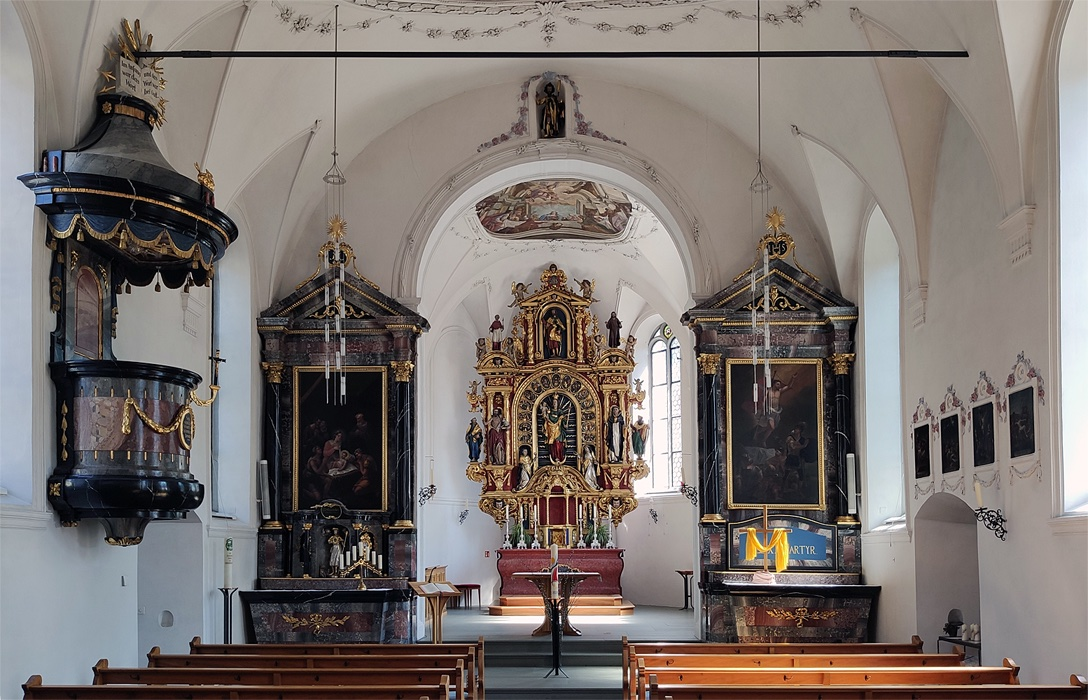
Pfarrkirche St. Wendelin

Im 14. Jahrhundert kam die Heiligenverehrung des St. Wendelin auf. 1483/85 wurde eine Dorfkapelle St. Wendelin erbaut, welche 1645/47 der Pfarrkirche St. Wendelin weichen musste. Jeweils am 20. Oktober findet eine Wallfahrt nach Greppen statt.
Das relativ intakte Dorfbild vom Greppener Ortskern (von der Seeseite über die Wendelinsmatte her) gehört heute noch zum Inventar schützenswerter Ortschaften.

## Bilder

Greppen von Meggen her gesehen